# Súng máy máy bay Type 3
Shiki 3 13mm (三式十三粍固定機銃, さんしきじゅうさんみりこていきじゅう) là loại súng máy hạng nặng gắn trên các máy bay của lực lượng hải quân Đế quốc Nhật Bản sử dụng trong chiến tranh thế giới thứ hai.

## Thiết kế
Shiki 3 được phát triển dựa trên khẩu Browning M2 nên nó có cách hoạt động khá giống loại súng này với cơ chế nạp đạn bằng độ giật lùi nòng ngắn và bắn với bolt đóng nhưng sử dụng loại đạn 13.2mm×99mm. Khi bắn nòng và cả bộ khóa nòng của súng sẽ lùi về phía sau để hấp thụ độ giật cho việc nạp viên đạn mới. Nòng súng sẽ chỉ di chuyển một đoạn ngắn để truyền động năng cho bộ khóa nòng sau đó nó sẽ được đẩy về vị trí cũ còn bộ khóa nòng vẫn sẽ di chuyển về phía sau để kéo vỏ đạn cũ ra khỏi khoang chứa đạn và nhả ra ngoài, sau đó viên đạn mới sẽ được đưa lên thế chỗ và bộ khóa nòng sẽ được đẩy lên phía trước trở về chỗ cũ để nạp viên đạn vào khoang chứa đạn chuẩn bị bắn.
Với loại đạn 13.2mm×99mm, đặc tính đạn đạo của súng được đánh giá là tốt. Với sơ tốc đầu nòng là 790 m/s và tốc độ bắn bình thường là 800 viên/phút. Còn khi gắn trên các máy bay thì để đồng bộ hóa với cánh quạt tốc độ bắn của súng được điều chỉnh trong khoảng từ 600 – 700 viên/phút. Súng thường được sử dụng ở độ cao 5000 m với tốc độ 555,6 km/h và thường được bắn khi máy bay xiên trúc xuống vì viên đạn sẽ có gia tốc cao hơn và giữ được động năng lâu hơn khi kết hợp với chính trọng lượng vốn khá lớn của mình. Có ba loại đạn đặc biệt ngoài đạn thường được sử dụng cho súng là đạn phát sáng, đạn cháy và đạn xuyên giáp.